# Alekséi Chaly
Alekséi Mijáilovich Chaly (en ruso: Алексей Михайлович Чалый; Moscú, Unión Soviética; 13 de junio de 1961) es un empresario ruso y exalcalde de facto de Sebastopol. Fue declarado alcalde en febrero de 2014, en medio de la crisis de Crimea, tras la renuncia del alcalde designado por el gobierno ucraniano. El 1 de abril de 2014 fue nombrado gobernador de la ciudad de Sebastopol como parte de Rusia. El 14 de abril, fue sustituido por Serguéi Meniailo.

## Biografía
Nacido en 1961 en Moscú, en la Rusia Soviética, se graduó en el Instituto Técnico de Sebastopol. Desde 1987 es el director de Tavrida Electric, dedicada a la producción de tableros y tecnología anti-ruina. Posee la ciudadanía rusa.
Estuvo involucrado con la restauración de los monumentos conmemorativos de la Segunda Guerra Mundial y la producción de la serie documental Cuentos de Sebastopol. En 2011 recibió el premio internacional "Por la fe y la fidelidad" como símbolo de «reconocimiento a su contribución a la Patria».

### Crisis de Crimea
El 23 de febrero de 2014, una reunión de los ciudadanos que se opusieron al movimiento Euromaidán llevó a Chaly a ser proclamado alcalde de Sebastopol. El Ayuntamiento de Sebastopol entregó el poder a Chaly el 24 de febrero, tras la renuncia de Vladímir Yatsuba como alcalde. Ese mismo día, Chaly declaró que Sebastopol no se sometería a las órdenes del líder en funciones del Ministerio del Interior de Ucrania, Arsén Avákov. Al mismo tiempo, invitó a los oficiales de la unidad de policía antidisturbios Berkut a unirse oficialmente a la ciudad. Dijo que puedan convertirse en una base para futuros grupos de defensa de la ciudad.
El 18 de marzo fueron firmados los acuerdos de anexión a la Federación de Rusia de la República de Crimea y la ciudad de Sebastopol como dos sujetos federales. La República de Crimea se incorporó bajo el estatus de «república», mientras que Sebastopol lo hizo bajo el estatus de «ciudad federal». Los firmantes del tratado, además de Chaly, fueron Vladímir Konstantínov, Vladímir Putin y Serguéi Aksiónov.
El Servicio de Seguridad de Ucrania anunció una investigación hacia Chaly por supuestamente dirigir unos 23,9 millones de grivnas de su organización de caridad para «financiar la actividad anti-Ucrania».
El 1 de abril fue nombrado gobernador interino de la ciudad de Sebastopol por Rusia y ocupó este cargo hasta el 14 de abril de 2014, cuando dimitió y fue sustituido por Serguéi Menyaylo.